# Thôi Ngọc Trung
Thôi Ngọc Trung (tiếng Trung giản thể: 崔玉忠, bính âm Hán ngữ: Cuī Yùzhōng, sinh tháng 11 năm 1964, người Hán) là tướng lĩnh Quân Giải phóng Nhân dân Trung Quốc. Ông là Trung tướng Quân Giải phóng, Ủy viên dự khuyết Ủy ban Trung ương Đảng Cộng sản Trung Quốc khóa XX, khóa XIX, hiện là Phó Tư lệnh Hải quân Quân Giải phóng Nhân dân Trung Quốc. Ông từng là Phó Tư lệnh Chiến khu Đông Bộ.
Thôi Ngọc Trung là đảng viên Đảng Cộng sản Trung Quốc. Ông có sự nghiệp đa phần phục vụ cho lực lượng hải quân, hoạt động ở cả 3 hạm đội Bắc Hải, Nam Hải, và Đông Hải.

## Sự nghiệp
Thôi Ngọc Trung sinh vào tháng 11 năm 1964 tại huyện Hải Luân, nay là thành phố cấp huyện Hải Luân thuộc địa cấp thị Tuy Hóa, tỉnh Hắc Long Giang, Cộng hòa Nhân dân Trung Hoa. Ông lớn lên và tốt nghiệp cao trung ở Hải Luân, đến năm 1982 thì nhập ngũ Quân Giải phóng Nhân dân Trung Quốc, phục vụ cho lực lượng Hải quân. Ông có thời gian dài hoạt động cho hải quân và không quân trong hải quân, giữ chức Tham mưu trưởng Quân Hàng không của Hạm đội Bắc Hải. Vào tháng 7 năm 2013, ông được bổ nhiệm làm Trợ lý Tham mưu trưởng Hải quân, hỗ trợ các Tham mưu trưởng là Triệu Hưng Phát giai đoạn 2003–04, Tôn Kiến Quốc giai đoạn 2004–06, được phong quân hàm Thiếu tướng Hải quân vào tháng 7 năm 2014. Vào tháng 3 năm 2016, khi hệ thống quân đội Trung Quốc được cải tổ, Thôi Ngọc Trung được điều về Chiến khu Nam Bộ vừa được thành lập, nhậm chức Phó Tư lệnh Hạm đội Nam Hải, kiêm Tư lệnh Quân Hàng không Hải quân Chiến khu Nam Bộ. Ở đơn vị này được 4 tháng cho đến tháng 7 thì ông được điều chuyển tới Chiến khu Đông Bộ, giữ chức tương ứng là Phó Tư lệnh Hạm đội Đông Hải, kiêm Tư lệnh Quân Hàng không Hải quân Chiến khu Đông Bộ. Tháng 10 năm 2017, ông tham gia đại hội đại biểu toàn quốc, được bầu làm Ủy viên dự khuyết Ủy ban Trung ương Đảng Cộng sản Trung Quốc khóa XIX tại Đại hội Đảng Cộng sản Trung Quốc lần thứ XIX.
Tháng 4 năm 2020, Thôi Ngọc Trung được bổ nhiệm làm Phó Tham mưu trưởng Hải quân, đến tháng 12 thì điều trở lại khu vực Hoa Đông nhậm chức Phó Tư lệnh Chiến khu Đông Bộ, đồng thời được thăng quân hàm là Trung tướng. Vào tháng 6 năm 2021, ông được chuyển chức, giữ vị trí Phó Tư lệnh Hải quân. Cuối năm 2022, ông được bầu là đại biểu dự Đại hội Đảng Cộng sản Trung Quốc lần thứ XX, từ đoàn Quân Giải phóng và Vũ cảnh. Trong quá trình bầu cử tại đại hội, ông tiếp tục được bầu là Ủy viên dự khuyết Ủy ban Trung ương Đảng Cộng sản Trung Quốc khóa XX.

## Lịch sử thụ phong quân hàm
| Quân hàm |             |             |  |  |  |  |  |  |  |  |  |
| Cấp bậc  | Thiếu tướng | Trung tướng |  |  |  |  |  |  |  |  |  |
|          |             |             |  |  |  |  |  |  |  |  |  |